# BCB
El BCB (o B.C.B., inicials de Bultó, Carreras i Biolino) fou un prototipus de microcotxe de tres rodes dissenyat entre 1952 i 1953 a Barcelona pel copropietari de Montesa Francesc Xavier Bultó, el membre de l'oficina tècnica d'ENASA Carles Carreras i l'enginyer italià Medardo Biolino, dissenyador de Pegaso. Es tractava d'un vehicle biplaça de tres rodes (dues d'anteriors i una de posterior), equipat amb un motor Montesa Brío 90 de 125 cc.
El projecte del BCB (anomenat afectuosament bichibi) tenia com a objectiu la creació final d'una empresa amb el mateix nom que comercialitzaria aquests microcotxes d'ús urbà. Montesa aportaria el 25% del capital, subministraria la mecànica i s'encarregaria de la venda a través de la seva xarxa de distribuïdors. L'aparició al mercat de models com ara el Renault 4/4 i més tard el Seat 600 varen fer desestimar definitivament el projecte.
Tot i que l'invent no va passar de la fase de prototipus, se'n va arribar fabricar una unitat que mai no va ser, però, carrossada. Aquesta unitat fou recuperada molts anys després pels germans Lozano i restaurada per Manuel García i José Antonio Eguía, que van dotar al vehicle d'una carrosseria amb un aspecte molt semblant al que haurien desitjat els seus creadors. El vehicle va ser presentat al Saló Auto Retro de Barcelona de 2011.